# Вилистон Парк (Њујорк)
Вилистон Парк (енгл. Williston Park) град је у америчкој савезној држави Њујорк.

## Демографија
По попису из 2010. године број становника је 7.287, што је 26 (0,4%) становника више него 2000. године.
| Група             | 2000.         | 2010.         |
| Белци             | 6.359 (87,6%) | 5.817 (79,8%) |
| Афроамериканци    | 29 (0,4%)     | 64 (0,9%)     |
| Азијати           | 507 (7,0%)    | 859 (11,8%)   |
| Хиспаноамериканци | 313 (4,3%)    | 442 (6,1%)    |
| Укупно            | 7.261         | 7.287         |